# Holopodidae
Famille
Les Holopodidae sont une famille de Crinoïdes (Echinodermes), de l'ordre des Cyrtocrinida.

## Description et caractéristiques
Ce sont de gros crinoïdes sessiles mais non pédonculés (attachés directement au substrat), à la forme massive et rappelant plus ou moins un poing, ouvert comme fermé. Parmi les 5 rayons basals, on en compte 3 robustes et 2 plus graciles, supportant au total 10 bras. Les plaques qui composent le squelette sont épaisses et souvent soudées, avec des articulations rares et musculeuses.
Cette famille semble être apparue entre la fin du Jurassique et le début du Crétacé.

## Nourriture et mode de vie
Ces crinoïdes, relativement rares, vivent fixés à l'envers sur des substrats rocheux à grande profondeur (entre 100 et 900 m), où ils semblent capturer de petits animaux (notamment des poissons) à la volée, en se refermant vivement sur eux à la manière d'une main.

## Liste des genres
Selon World Register of Marine Species (7 mai 2014) :
- genre Cyathidium Steenstrup, 1847 -- 2 espèces
- genre Holopus d'Orbigny, 1837 -- 3 espèces